# Tamara Iljinitschna Sinjawskaja

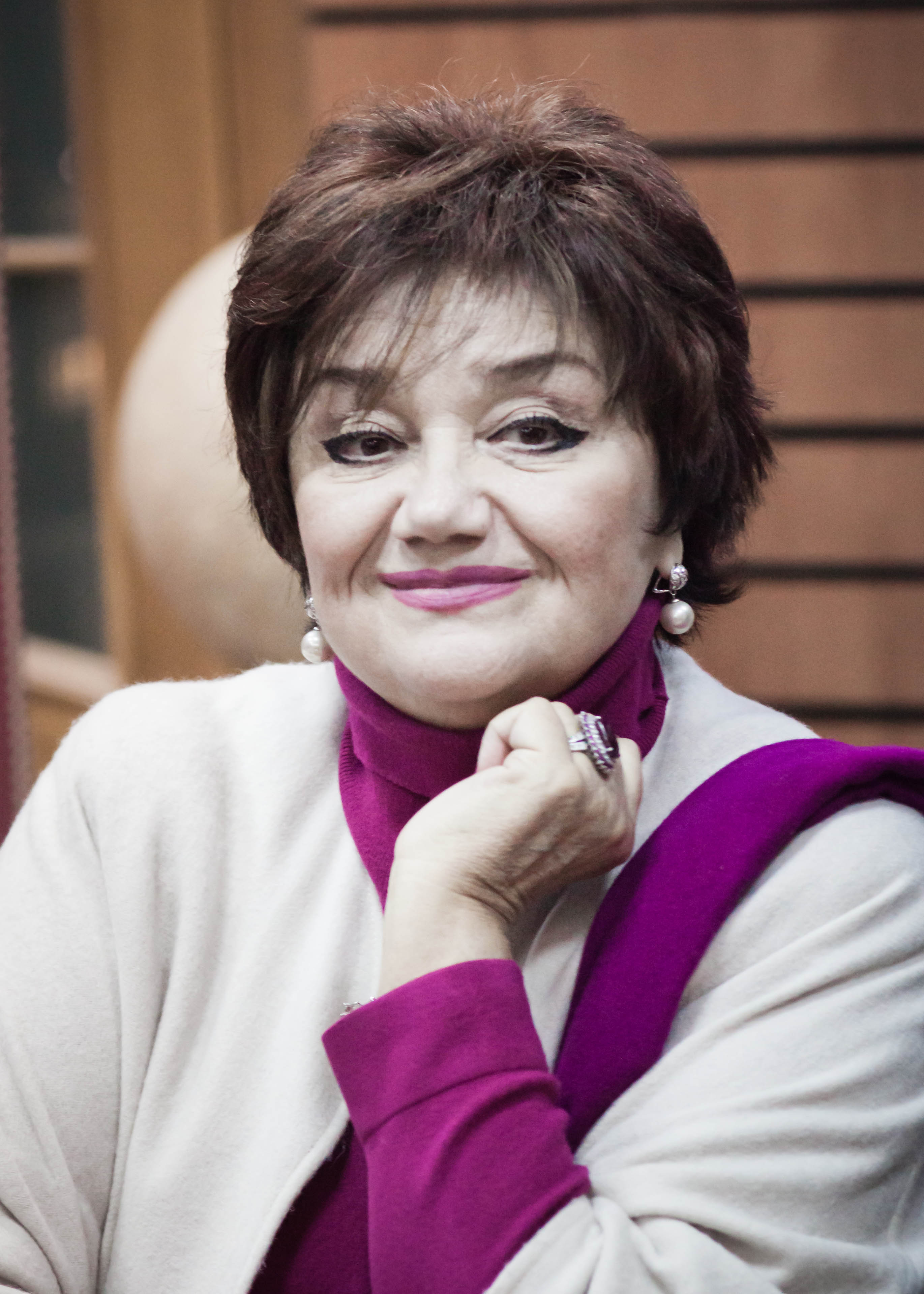
Tamara Iljinitschna Sinjawskaja (2017)

Tamara Iljinitschna Sinjawskaja (russisch Тамара Ильинична Синявская; * 6. Juli 1943 in Moskau) ist eine sowjetische bzw. russische Mezzosopranistin und Musikpädagogin.

## Leben
Mit 6 Jahren kam Sinjawskaja in die Tanzgruppe des Lied- und Tanzensembles des Moskauer Pionierpalasts, die sie aber bald wieder verließ. 1953 ging sie wieder in den Pionierpalast, nun zum Singen im Lied- und Tanzensemble unter der Leitung Wladimir Loktews. Nach dem Mittelschulabschluss begann sie das Studium an der Musikschule des Moskauer Konservatoriums in der Klasse L. M. Markowas und dann in der Klasse O. P. Pomeranzewas. Daneben sang sie im Chor des Maly-Theaters.
Nach dem Abschluss an der Musikschule 1964 wurde Sinjawskaja nach Gewinn im Wettbewerb Mitglied der Praktikantengruppe im Bolschoi-Theater. Sie debütierte dort als Page in Giuseppe Verdis Rigoletto. Von 1964 bis 2002 war sie Solistin des Bolschoi-Theaters (zuletzt trat sie als Ljubascha in Nikolai Rimski-Korsakows Die Zarenbraut auf).
Das Studium an dem nach Anatoli Lunatscharski benannten Staatlichen Institut für Theaterkunst (GITIS) in Dora Beljawskajas Klasse der Fakultät für Musikkomödie schloss Sinjawskaja 1970 ab.
Am Moskauer Kammermusiktheater spielte Sinjawskaja 1972 in Rodion Schtschedrins lyrischer Oper Nicht nur Liebe die Warwara Wassiljewna. Im selben Jahr nahm sie an dem Musikfestival Warnaer Sommer in Bulgarien teil. Während ihres Praktikums an der Mailander Scala 1973–1974 bereitete sie sich auf die Partien der Carmen in Georges Bizets Carmen, der Ulrica und Azucena in Verdis Maskenball und Troubadour und auch auf die Mezzosopran-Partie in Verdis Requiem vor.
Sinjawskaja trat auf den Opernbühnen in Frankreich, Spanien, Italien, Belgien, den USA, Australien, der Türkei und anderen Ländern auf. Sie gab Gastspiele mit Konzerten in Japan und Südkorea. In Deutschland und Frankreich hatte sie großen Erfolg mit Werken Richard Wagners. An der Wiener Staatsoper spielte sie die Maria Dmitrijewna Achrossimowa in Sergei Prokofjews Krieg und Frieden. Im Concertgebouw und anderen Konzertsälen präsentierte sie Werke von Sergei Prokofjew, Pjotr Tschaikowski, Manuel de Falla u. a. Werke alter Meister sang sie mit Orgel-Begleitung. Duett sang sie mit Muslim Magomajew, der 1974 ihr 2. Mann geworden war. Sie arbeitete mit Jewgeni Swetlanow zusammen und trat mit Riccardo Chailly, Waleri Gergijew und vielen anderen Dirigenten auf.
Seit 2005 lehrt Sinjawskaja am GITIS und leitet seit 2008 den Lehrstuhl für Vokalkunst.
Sinjawskaja war 1984 in den Obersten Sowjet der UdSSR für die 11. Sitzungsperiode gewählt worden.

## Ehrungen, Preise
- Preis der IX. Weltfestspiele der Jugend und Studenten in Sofia (1968)[2]
- Grand Prix und Spezialpreis für den besten Vortrag einer Romanze auf dem XII. Internationalen Wettbewerb der Vokalisten in Verviers (1969)[2]
- 1. Preis des IV. Tschaikowski-Wettbewerbs (1970)[2]
- Preis des Moskauer Komsomol (1970)
- Orden des Roten Banners der Arbeit (1971)[2]
- Verdiente Künstlerin der RSFSR (1973)[5]
- Volkskünstlerin der RSFSR (1976)[5]
- Komsomol-Preis (1980)[2]
- Ehrenzeichen der Sowjetunion (1980) für Arbeiten zur Vorbereitung und Durchführung der Olympischen Sommerspiele 1980 in Moskau[2]
- Volkskünstlerin der UdSSR (1982)[2]
- Orden der Ehre (2001)[6]
- Volkskünstlerin der Republik Aserbaidschan (2002)[7]
- Şöhrət-Orden (2003)[8]
- Preis der Irina-Archipowa-Stiftung (2004)
- M.-Lomonossow-Orden I. Klasse der Akademie für Fragen der Sicherheit, Verteidigung und der Rechtsordnung (2004)
- Verdienstorden für das Vaterland IV. Klasse (2006)[9]
- Preis der Regierung der Russischen Föderation 2013 im Bereich Kultur (2013)[10]
- Dostluq-Orden (2013)[11]
- Verdiente Musikkünstlerin des Internationalen Verbands der Musikschaffenden (2016)[12]
- Şərəf-Orden (2018)[13]
- Auszeichnung für Mentoring (2023)[14]
- Ehrendiplom des Präsidenten der Republik Aserbaidschan (2023)[15]

Nach Sinjawskaja wurde der 1974 von Ljudmila Tschernych entdeckte Asteroid (4981) Sinyavskaya benannt.